# Лазановський Сергій Сергійович
Сергій Сергійович Лазановський (більш відомий як LAZANOVSKYI | RIDNYI; нар. 26 червня 1995, с. Попельники, Україна) — український співак, актор театру та кіно, диктор радіо і телебачення, український телеведучий. Переможець талант-шоу «Голос країни» (2021).

## Життєпис
Сергій Лазановський народився 26 червня 1995 року у селі Попельники Снятинського району Івано-Франківської області України.
Закінчив кафедру сценічної майстерності Інституту мистецтв Прикарпатського національного університету імені Василя Стефаника (2017). Працює викладачем на музичній кафедрі в Університеті Короля Данила, працював викладачем телекласу продюсерського класу Starteam, актором Івано-Франківського національного академічного обласного музично-драматичного театру імені Івана Франка (2017—2020), ведучим ранкових етерів на UA: Карпати (2019—2020).
Ексучасник групи «Big Lazer» (від 2019 до 2021).
У 2021 році став переможцем 11 сезону талант-шоу «Голос країни». Зірковий тренер Надя Дорофеєва із своїм чоловіком Володимиром Дантесом виконали обіцянку, яку дала в ефірі, та 2 травня 2021 року завітала до Сергія на Великдень.

## Творчість
Першим місцем роботи Сергій обрав Івано-Франківський драматичний театр. Але це не було єдиним його захопленням і роботою, так як крім цього він ще працював ведучим на телеканалі UA:Карпати.
У драматичному театрі він показав свої хороші акторські навички у таких відомих виставах як «За двома зайцями», «Гуцулка Ксеня», «Дуже проста історія» та ще в багато інших.
Усі бачили наскільки працьовитим є Сергій і яке в нього велике бажання розвивати українське мистецтво. Тому, згодом хлопець отримав ще одну роботу, вже в університеті Короля Данила. Саме тут він є викладачем на музичній кафедрі. Разом зі студентами він і сам розвивався як музикант та вокаліст, тому все це приносить йому задоволення.
Музика і творчість настільки були важливими в його житті, що він кожного дня придумував щось нове і згодом почав проводити свята у місті як в ролі ведучого, так і в ролі співака.
З 2021 року розпочав активну авторську творчу діяльність. Співпрацює разом з Іриною Батюк та Романом Калином (фронтменом гурту GreenJolly).

### Дискографія
- 2021 — «Ніхто не одинокий на Різдво» (альбом різдвяних колядок і авторських пісень)[9]
- 2023 — «Етюди» (мініальбом)

### Кліпографія
- 2021 — «Мамина любов»[10]
- 2021 — «Почуй мене»[11]
- 2021 — «Найрідніші люди»[12]
- 2021 — «У небі»[13]
- 2021 — «Я кохаю»[14]
- 2021 — «Сила моя»[15]
- 2021 — «Більше неба»[16]
- 2021 — «Санта Нікко/SANTA NIKKO»[17]
- 2022 — «Не мовчи»[18]
- 2022 — «Зродились ми великої години»[19]
- 2022 — «Воскрес Христос! Воскресе Україна!»[20]
- 2022 — «Геть з України»[21]
- 2022 — «Мамо, не плач»[22]
- 2022 — «Сила козака»[23]
- 2022 — «ЗСУ»[24]
- 2022 — «Переможна пісня»[25]
- 2022 — «Засинає чорний ліс»[26]
- 2022 — «Додому на Різдво»[27]
- 2022 — «OiMALO»[28]
- 2023 — «Сумний Святий Вечір»[29]
- 2023 — «Коломийки»[30]
- 2023 — «Плакала»[31]
- 2023 — «Божеволію»[32]
- 2022 — «Додому на Різдво»[27]
- 2023 — «В саду осіннім айстри білі»[33]
- 2023 — «Брат» (спільно з «mcOptimist»)[34]
- 2023 — «Будз»[35]
- 2023 — «Важливо»
- 2023 — «Мамина коса»
- 2023 — «Тато»
- 2024 — «Ой там у лузі» feat GreenJolly
- 2024 — «Вкрала ти»
- 2024 — «Манила»
- 2024 — «День народження»
- 2024 — «Зорі»
- 2024 — «Залежність»
- 2024 — «На різдвяні свята»
- 2025 — «Не кохай»
- 2025 — «Ти» (спільно з «Pauchek»)

### Ролі в театрі
Івано-Франківський академічний обласний музично-драматичний театр імені Івана Франка
- 2018 — «Вона-Земля»; реж. Ростислав Держипільський — Син
- 2018 — «Модільяні» за мотивами однойменного художнього фільму[en] режисера Міка Девіса; реж. Ростислав Держипільський — Жан Кокто
- 2018 — «Гуцулка Ксеня» мюзикл Ярослава Барнича; реж. Ростислав Держипільський — Яро[36]
- 2019 — «Калігула» трагіфарсу за мотивами п'єси Альбера Камю; реж. Жюль Одрі (Франція) — Гелікон
- «За двома зайцями» — Дячок
- «Любов до гробу» — Він
- «Всі миші люблять сир» — Кіт-маг
- «Дуже проста історія» — Пес Бровко
- «Змішані почуття» — Чак
- «Як слон Хортон висиджував яйце» — Лемур

## Відзнаки
- 2020 — третє місце на міжнародному фестивалі молодих виконавців «Carpathia Festival 2020» (м. Ряшів, Польща)[37]
- 2021 — Переможець талант-шоу «Голос країни»
- 2021 — грамота від Івано-Франківського міського голови Руслана Марцинківа[38]
- 2021 — номінант Незалежної музичної премії MUZVAR AWARDS